# Ā (латиница)
Ā, ā (A с макроном) — буква расширенной латиницы. Используется в классической латыни, а также является второй по счёту буквой латышского языка и языка маори (Новая Зеландия).

## Использование
- Классическая латынь использовала Ā для записи долгого звука [aː] в словах Rōmānī «римляне», māximus «максимальный».
- Латышский язык использует букву для записи долгого звука [аː], например, в словах gadā «в году», sastāvā «в составе», māja «дом» и др.
- Язык маори использует букву для записи долгого звука [аː], как в слове Māori «маори», а также английского дифтонга /ei/ в заимствованиях типа Powerāde (напиток «Пауэрэйд», с англ. — «сильная помощь»).
- В пиньине эта буква означает звук «а» с высоким ровным тоном.
- В ромадзи буква используется для записи долгого звука [аː].